# McDonnell F-101 Voodoo
McDonnell F-101 Voodoo var ett amerikanskt överljudsjaktplan tillverkat av McDonnell Aircraft. Från början utvecklades planet som ett eskortjaktplan med lång räckvidd för att eskortera bombplan från Strategic Air Command in på sovjetiskt luftrum. Efter att SAC började utrustas med moderna jetdrivna bombplan som B-52 minskade behovet av eskortjaktplan och SAC förlorade intresset för planet. Planet utvecklades istället till ett kärnvapenbärande jaktattackplan för Tactical Air Command. En vidareutvecklad variant användes som allvädersjaktplan för Air Defense Command.

## Användare
- USA:s flygvapen
- Taiwans flygvapen
- Kanadas flygvapen